# Долджвілл (Нью-Йорк)
Долджвілл (англ. Dolgeville) — селище (англ. village) в США, в округах Геркаймер і Фултон штату Нью-Йорк. Населення — 2042 особи (2020).

## Географія
Долджвілл розташований за координатами 43°6′24″ пн. ш. 74°46′48″ зх. д. / 43.10667° пн. ш. 74.78000° зх. д. (43.106695, -74.779974).  За даними Бюро перепису населення США в 2010 році селище мало площу 4,75 км², з яких 4,64 км² — суходіл та 0,11 км² — водойми.

## Демографія
Згідно з переписом 2010 року, у селищі мешкало 2206 осіб у 943 домогосподарствах у складі 594 родин. Густота населення становила 464 особи/км².  Було 1046 помешкань (220/км²).
Расовий склад населення:
| - 96,9 % — білих - 0,6 % — азіатів - 0,4 % — корінних американців - 0,3 % — чорних або афроамериканців |

До двох чи більше рас належало 0,9 %. Частка іспаномовних становила 1,8 % від усіх жителів.
За віковим діапазоном населення розподілялося таким чином: 23,2 % — особи молодші 18 років, 59,5 % — особи у віці 18—64 років, 17,3 % — особи у віці 65 років та старші. Медіана віку мешканця становила 39,8 року. На 100 осіб жіночої статі у селищі припадало 91,8 чоловіків;  на 100 жінок у віці від 18 років та старших — 86,9 чоловіків також старших 18 років.
Середній дохід на одне домашнє господарство  становив 49 833 долари США (медіана — 43 586), а середній дохід на одну сім'ю — 55 545 доларів (медіана — 50 134). Медіана доходів становила 40 388 доларів для чоловіків та 26 607 доларів для жінок. За межею бідності перебувало 18,0 % осіб, у тому числі 33,5 % дітей у віці до 18 років та 5,9 % осіб у віці 65 років та старших.
Цивільне працевлаштоване населення становило 1006 осіб. Основні галузі зайнятості: освіта, охорона здоров'я та соціальна допомога — 26,6 %, виробництво — 18,8 %, мистецтво, розваги та відпочинок — 10,4 %, роздрібна торгівля — 10,1 %.